# Sanger (Lillebjørn)
Sanger är ett studioalbum av Lillebjørn Nilsen, hans åttonde soloalbum, utgivet 1988 av skivbolaget Grappa Music Group som LP och kassett. Albumet återutgavs 2010 som CD.

## Låtlista
Sida 1
1. "Kjærlighet & Karlsons Lim" – 3:52
2. "Språkets poesi" – 5:02
3. "Ord over sannhetens bord" – 5:01
4. "Yvonne's ring" – 4:25
5. "Klezmorim" – 1:54

Sida 2
1. "Hav og himmel" – 4:37
2. "Troll!" – 4:53
3. "Chagall's gylne snitt" – 4:05
4. "Hvite perler" – 3:07
5. "Se deg aldri tilbake" (Lillebjørn Nilsen/Arild Andersen) – 3:50

- All låtar skrivna av Lillebjørn Nilsen om inget annat anges.

## Medverkande
Musiker
- Lillebjørn Nilsen – sång, akustisk gitarr, munspel
- Eivind Aarset – gitarr
- Arild Andersen – kontrabas
- Steinar Ofsdal – flöjt
- Øystein Sunde – dobro
- Jon Christensen – percussion
- Frode Alnæs – elektrisk gitarr (på "Se deg aldri tilbake")
- Ole Henrik Giørtz – keyboard (på "Se deg aldri tilbake")
- Shari Gerber Nilsen, Halvdan Sivertsen, Jan Eggum – bakgrundssång
- Eivind Aadland, Agnes Hoffart – violin
- Gunhild Hindar – viola
- Ole Marius Melhuus – cello
- Jens Wendelboe – arrangement (stråkinstrument)

Produktion
- Lillebjørn Nilsen – musikproducent
- Arild Andersen – musikproducent (på "Se deg aldri tilbake")
- Jan Erik Kongshaug – musikproducent, ljudtekniker
- Ingar Helgesen, Rolf Kjernet – ljudtekniker (på "Se deg aldri tilbake")
- Lavasir Nordrum – foto, omslagsdesign
- Gorm Valentin – omslagsdesign